# Fehéres kéreggomba
A fehéres kéreggomba (Antrodia albida) a Fomitopsidaceae családba tartozó, az egész világon elterjedt, lombos fák korhadó ágain élő, nem ehető gombafaj. 

## Megjelenése
A fehéres kéreggomba termőteste 2-20 (30) cm hosszú, szélesen bevonatot alkot az aljzaton. Pereme lapos vagy kissé felemelkedik fel, ilyenkor minimális konzolfejlődés is lehetséges. Növekvő széle fehéres vagy sárgás, hullámos, nemezes felületű. 
Szélesen elterülő termőrétege csöves szerkezetű, a pórusok viszonylag szűkek (1-2/mm). A széle felé a pórusok megnagyobbodnak, megnyúltak, szabálytalanok, sőt labirintusosra szakadoznak. Színe fehér, piszkosfehér, okkersárga vagy halványbarna. Igen változatos megjelenésű.
Húsa szívós, bőr-vagy parafaszerű, színe fehéres. Íze és szaga nem jellegzetes. 
Spórapora fehér. Spórájának mérete 13-15 x 5-7 µm.

### Hasonló fajok
A csinos kéreggomba, a házi kéreggomba, a fordított egyrétűtapló hasonlíthat hozzá.

## Elterjedése és termőhelye
Az Antarktisz kivételével minden kontinensen előfordul. 
Lombos fák, ritkábban fenyők elhalt, korhadó ágain található meg. Előfordulhat gyümölcsösök nyesedékén, tűzifarakásokon is. A faanyagban barnakorhadást okoz.  Május végétől ősz végéig terem, nem telel át.

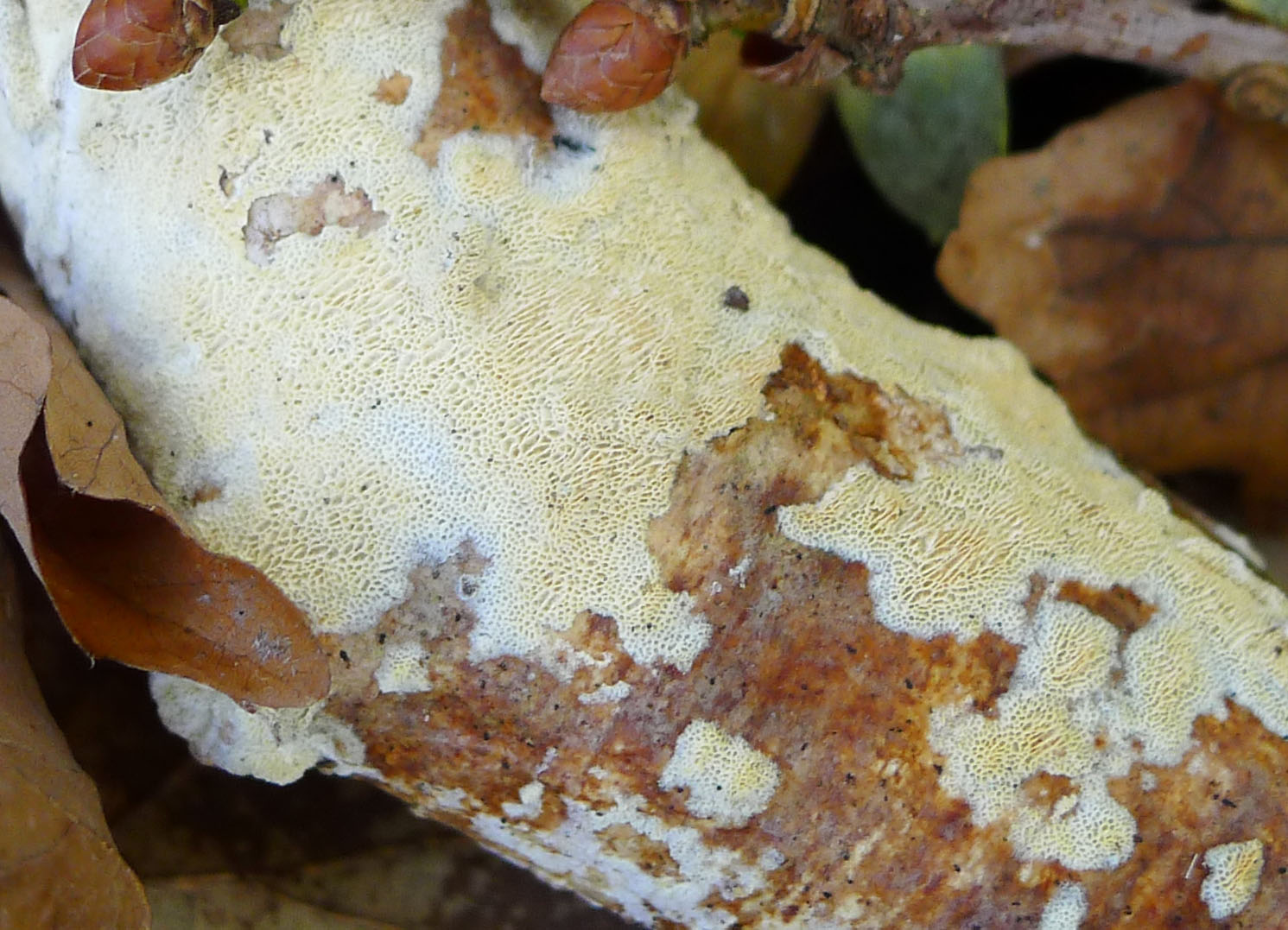
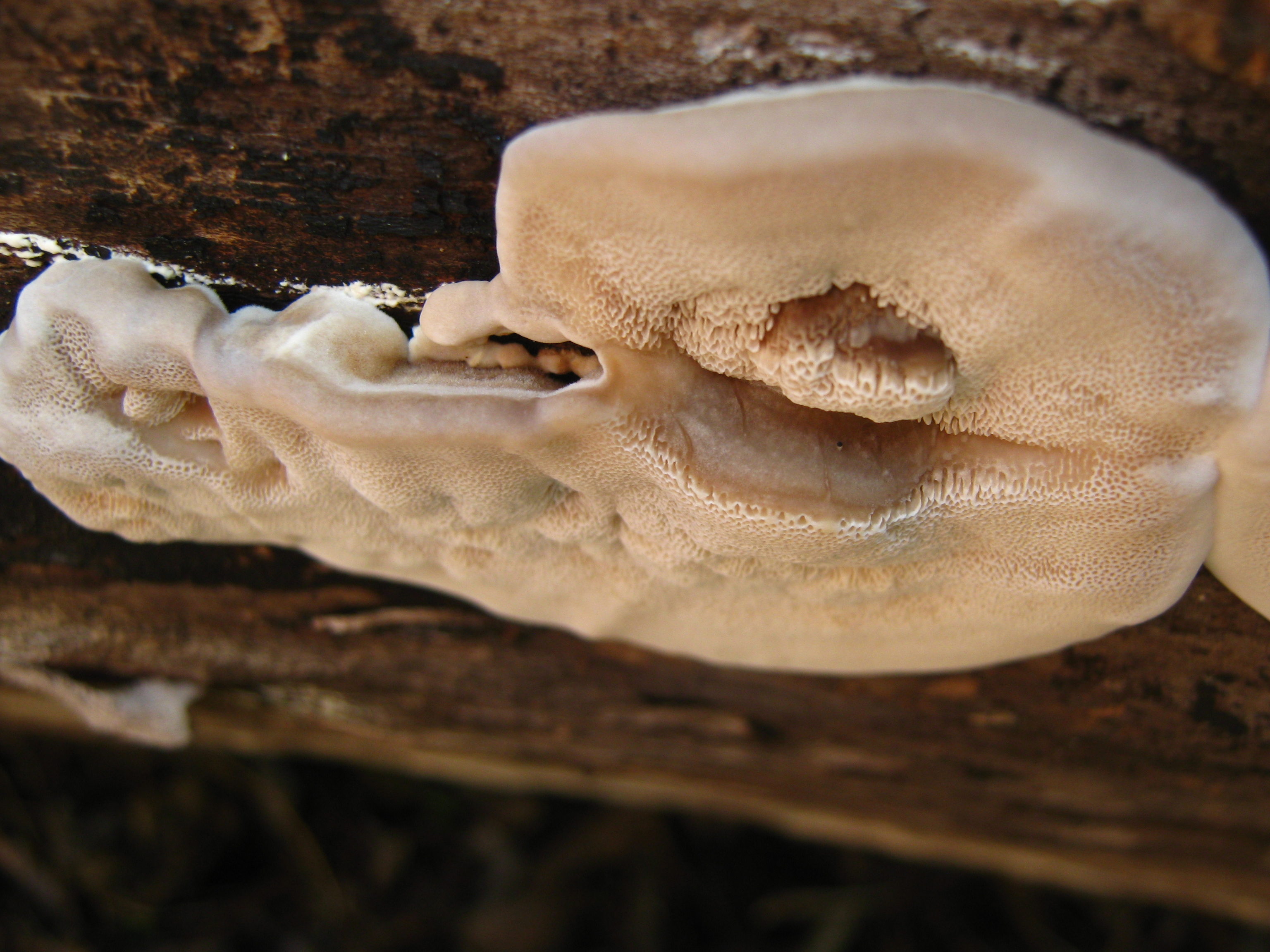
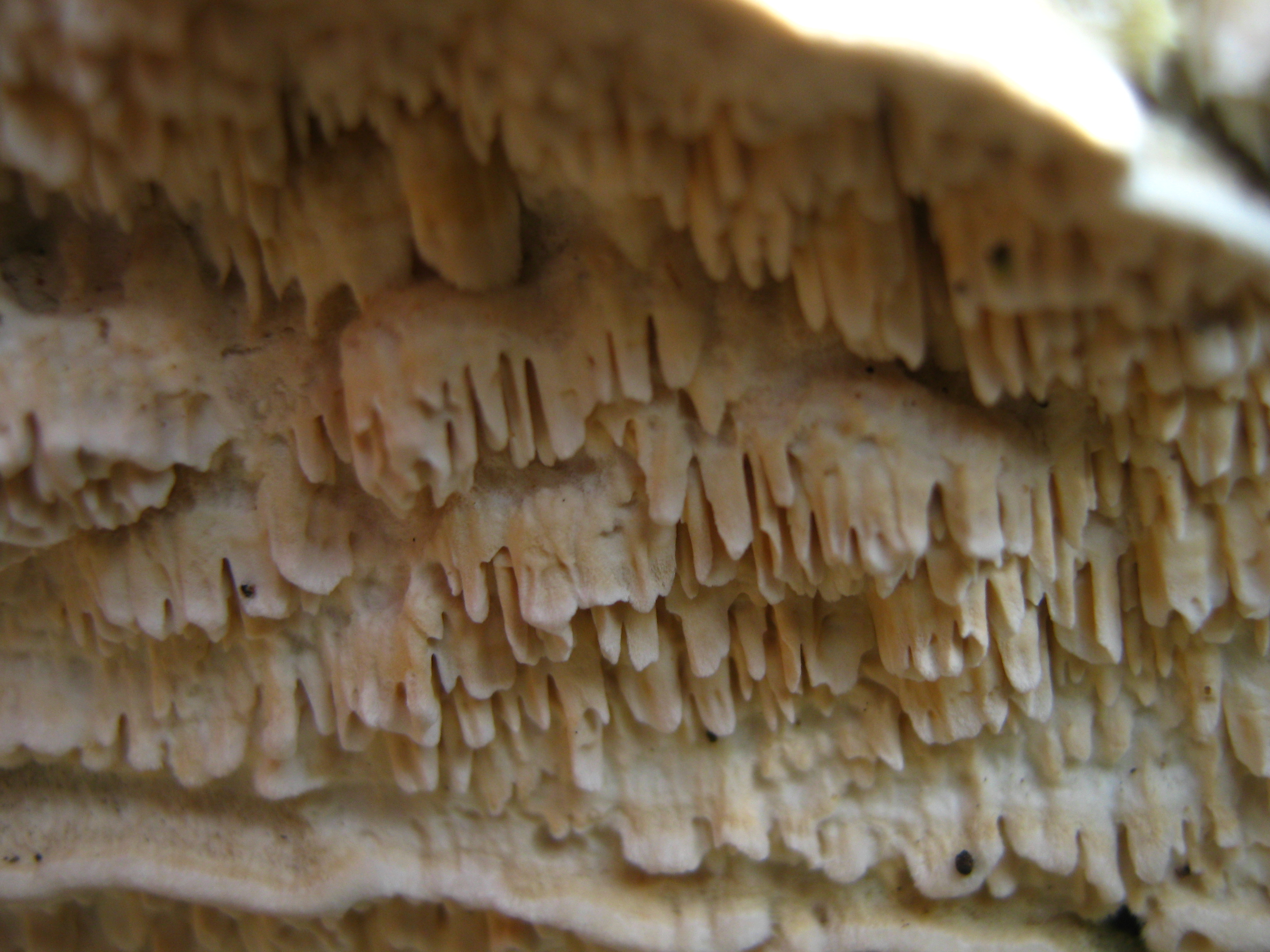

Nem ehető.  